# مونوبولي (لعبة فيديو 1997)
مونوبولي (بالإنجليزية: Monopoly)، هي لعبة فيديو بريطانية من نوع لعب بطاقات واستراتيجية الربح الافتراضي، وهي من تطوير غريملين انتراكتيف، ومن نشر هاسبرو إنتراكتيف، صدرت اللعبة في الأسواق سنة 1997، وتعمل حصراً لمنصة بلاي ستيشن.